# 2001년 지중해 게임
2001년 지중해 게임(아랍어: ألعاب البحر الأبيض المتوسط 2001)은 제14회 지중해 게임으로 2001년 9월 2일부터 15일까지 튀니지 튀니스에서 열렸다. 23개국 2991명의 선수가 참가했으며 22개 종목이 진행되었다. 
프랑스가 이탈리아를 누르고 가장 많은 금메달을 획득하면서 종합 메달 순위 1위에 올랐다.

## 종목
- 가라테
- 골프
- 농구
- 레슬링
- 론볼
- 배구
- 복싱
- 사격
- 사이클
- 수구
- 수영
- 역도
- 요트
- 유도
- 육상
- 조정
- 체조
- 축구
- 탁구
- 테니스
- 펜싱
- 핸드볼

## 참가국
제14회 지중해 게임에는 총 23개 국가가 참가했다.
- 그리스 (338)
- 레바논 (59)
- [[파일:{{{국기그림-1977}}}|22x20px|border |alt=리비아의 기]] 리비아 (33)
- 모나코 (7)
- 모로코 (117)
- 몰타 (16)
- 보스니아 헤르체고비나 (26)
- 산마리노 (51)
- 스페인 (301)
- 슬로베니아 (133)
- 시리아 (76)
- 안도라 (9)
- 알바니아 (42)
- 알제리 (155)
- 요르단 (20)
- 유고슬라비아 (143)
- 이탈리아 (329)
- 이집트 (69)
- 크로아티아 (134)
- 키프로스 (66)
- 튀니지 (303) (개최국)
- 튀르키예 (261)
- 프랑스 (303)

## 메달 집계
개최국
| 순위 | 국가                                                                   | 금메달 | 은메달 | 동메달 | 합계 |
| ---- | ---------------------------------------------------------------------- | ------ | ------ | ------ | ---- |
| 1    | 프랑스                                                                 | 40     | 32     | 50     | 122  |
| 2    | 이탈리아                                                               | 38     | 59     | 39     | 136  |
| 3    | 튀르키예                                                               | 33     | 16     | 12     | 61   |
| 4    | 스페인                                                                 | 31     | 26     | 41     | 98   |
| 5    | 그리스                                                                 | 28     | 33     | 26     | 56   |
| 6    | 튀니지                                                                 | 19     | 12     | 25     | 56   |
| 7    | 알제리                                                                 | 10     | 10     | 12     | 32   |
| 8    | 이집트                                                                 | 7      | 13     | 17     | 37   |
| 9    | 크로아티아                                                             | 6      | 6      | 6      | 18   |
| 10   | 모로코                                                                 | 6      | 4      | 5      | 15   |
| 11   | 슬로베니아                                                             | 5      | 5      | 10     | 20   |
| 12   | 유고슬라비아                                                           | 3      | 5      | 14     | 22   |
| 13   | 키프로스                                                               | 1      | 1      | 3      | 5    |
| 14   | 시리아                                                                 | 0      | 5      | 4      | 9    |
| 15   | 레바논                                                                 | 0      | 1      | 1      | 2    |
| 16   | 알바니아                                                               | 0      | 1      | 0      | 1    |
| 17   | 보스니아 헤르체고비나                                                  | 0      | 0      | 3      | 3    |
| 18   | [[파일:{{{국기그림-1977}}}\|22x20px\|border \|alt=리비아의 기]] 리비아 | 0      | 0      | 1      | 1    |
| 합계 | 합계                                                                   | 227    | 229    | 269    | 725  |